# Kahoku Shimpō
Kahoku Shimpō (jap. 河北新報) ist eine allgemeine, täglich erscheinende Zeitung in Japan.
Die erste Ausgabe erschien im Jahr 1897, heute liegt die Auflage bei 392.299 Stück (Morgenausgabe im Jahr 2021). Sie erscheint in Sendai, dem Hauptsitz der Zeitung, und Umgebung, als Set mit Morgen- und Abendausgabe, im restlichen Erscheinungsbereich ausschließlich als Morgenausgabe. Das Kerngebiet der Zeitung sind die Präfekturen Miyagi, Yamagata und Iwate. Erworben werden kann sie jedoch im gesamten Raum Tōhoku.